# Josef Dietrich
Josef Dietrich, detto Sepp (Hawangen, 28 maggio 1892 – Ludwigsburg, 21 aprile 1966), è stato un generale tedesco tra i più noti delle Waffen-SS e uno dei più vicini uomini di Hitler. Godette di grande popolarità da parte dei suoi uomini al comando di varie divisioni corazzate SS, su entrambi i fronti.  Fu uno dei soli 27 uomini ad essere insignito della Croce di Cavaliere della croce di ferro con Fronde di Quercia, Spade e Diamanti, tra le più alte onorificenze del III Reich.
Raggiunse il grado di SS-Oberst-Gruppenführer und Panzer-Generaloberst der Waffen-SS, ossia generale d'armata SS, il grado più alto delle Waffen-SS, e fu comandante dapprima della 1. SS-Panzer Division Leibstandarte SS Adolf Hitler, successivamente del I SS-Panzerkorps ed infine della 6ª armata corazzata: un suo ritratto ci è offerto nel libro Il gladiatore di Hitler di Charles Messenger. Sepp Dietrich era un individuo rude e violento, che aveva cominciato la sua carriera come autista e comandante delle guardie del corpo di Hitler. I suoi metodi sbrigativi ottenevano lo scopo desiderato, il che compiaceva particolarmente Hitler: l'atteggiamento di Dietrich, che rispondeva pienamente ai suoi ideali, non era certo il risultato dell'addestramento militare tradizionale. Inoltre, Dietrich aveva il merito, agli occhi del Führer, di non discutere mai gli ordini.

## Biografia
Nato nel 1892, a Hawangen, in Baviera, fu apprendista macellaio, si arruolò nell'Esercito Imperiale tedesco nel 1911 e combatté nella prima guerra mondiale col grado di sergente nelle prime unità corazzate dell'esercito tedesco. Dietrich entrò nelle SS nel 1928, avendo aderito, fin dal 1923 alle SA. I primi ruoli di rilievo che ricoprì furono quelli di autista del Führer e responsabile della sua guardia del corpo, mentre nel 1931 fu anche eletto parlamentare al Reichstag.
Scrive di lui Franz Kurowski, autore di molti studi sulla seconda guerra mondiale: "Un autentico soldato di prima linea, egli sa come sbrogliarsela con le sue truppe anche nel peggiore momento di una battaglia e sa come reimpiegarle per un fatale contrattacco".
Dietrich condusse i soldati delle SS nella campagna di Francia, durante i giorni di Dunkerque, nell'invasione di Grecia e Jugoslavia, e nel 1941-1942 in Russia. Ottenne le maggiori onorificenze al valore del III Reich, ed era solito partecipare agli scontri con i propri uomini. La lealtà verso le sue truppe pare l'abbia anche portato a conflitti con Himmler.
Guidò anche la 6. Panzerarmee durante il contrattacco delle Ardenne nel dicembre 1944, che rallentò sensibilmente gli statunitensi. Dietrich comunque si mostrò inizialmente scettico nei confronti dell'operazione:
Dietrich si spostò sul fronte orientale, in Ungheria, combattendo fino all'ultimo contro i sovietici per la difesa di Vienna.

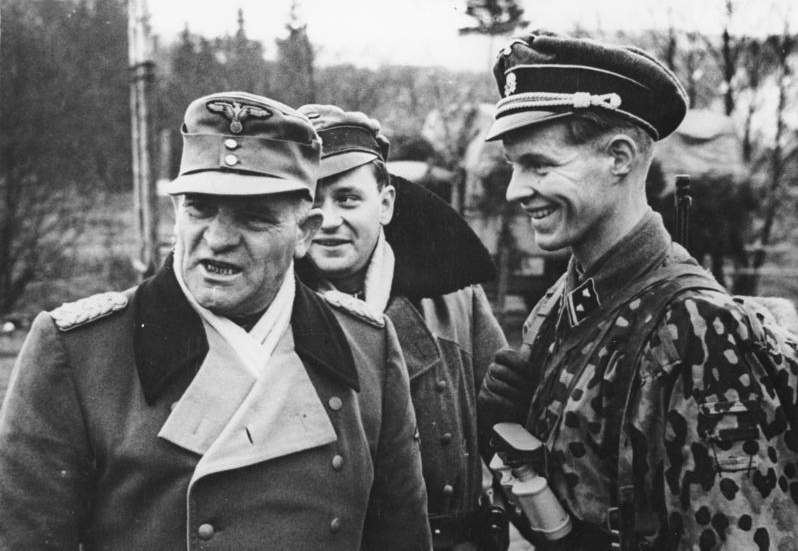
Dietrich (a sinistra) nel gennaio 1945, durante l'offensiva delle Ardenne.

Accompagnato da sua moglie, Dietrich si arrese il 9 maggio 1945 al sergente maggiore Herbert Kraus della 36ª Divisione di fanteria americana a Krems an der Donau a nord di St. Pölten, in Austria. Le sue armate si erano consegnate al generale statunitense George Patton l'8 maggio 1945. Dietrich fu processato e condannato a venticinque anni di carcere perché ritenuto responsabile dell'eccidio di prigionieri americani avvenuto nella zona di Malmedy, durante la controffensiva tedesca sul fronte francese delle Ardenne. Infatti, il 17 dicembre 1944, le unità di SS sotto il suo comando uccisero circa ottanta prigionieri statunitensi. Le sue truppe, soprattutto sul fronte russo e nei Balcani, si distinsero per le dure rappresaglie contro i partigiani sovietici e titini.
Scontati circa dieci anni, fu rilasciato nel 1955, ma tornò in prigione per diciotto mesi, avendo subito una seconda condanna per il massacro delle SA del 1934 (la Notte dei lunghi coltelli), nella quale aveva avuto un ruolo di rilievo.
Morì a 74 anni, il 21 aprile 1966, per un attacco di cuore, presso Ludwigsburg, nella Germania Ovest. L'elogio funebre fu tenuto dall'SS-Obergruppenführer und General der Waffen-SS Wilhelm Bittrich.

## Onorificenze

### Onorificenze tedesche
Prima Guerra Mondiale
Seconda Guerra Mondiale
- 6 agosto 1944
- Fronde di Quercia e Spade 14 marzo 1943
- Fronde di Quercia 31 dicembre 1941
- Croce di Cavaliere della Croce di Ferro 4 luglio 1940

Decorazioni politiche del Partito Nazista